# Na Cegielni
Na Cegielni – część wsi Drożęcin-Lubiejewo w Polsce położona w województwie podlaskim, w powiecie łomżyńskim, w gminie Piątnica.
Dawny folwark Drożęcin-Lubiejewo.

## Historia
W Słowniku geograficznym Królestwa Polskiego wymieniany w opisie Drożęcina: Folwark Dworzęcin-Lubiejewo z wsią i osadą.
W latach 1921–1939 folwark leżał w województwie białostockim, w powiecie kolneńskim (od 1932 w powiecie łomżyńskim), w gminie Rogienice.
Według Powszechnego Spisu Ludności z 1921 roku folwark zamieszkiwało 70 osób, 61 było wyznania rzymskokatolickiego, 8 prawosławnego a 1 ewangelickiego. Jednocześnie 64 mieszkańców zadeklarowało polską przynależność narodową a 8 rosyjską. Były tu 2 budynki mieszkalne. Miejscowość należała do miejscowej parafii rzymskokatolickiej w Małym Płocku, tam też mieścił się właściwy urząd pocztowy. Podlegała pod Sąd Grodzki w Stawiskach i Okręgowy w Łomży.
W latach 1975–1998 miejscowość należała administracyjnie do województwa łomżyńskiego.